# David Turpie

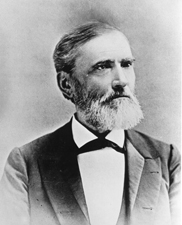
David Turpie

David Battle Turpie, född 8 juli 1828 i Hamilton County, Ohio, död 21 april 1909 i Indianapolis, Indiana, var en amerikansk demokratisk politiker. Han representerade delstaten Indiana i USA:s senat från 14 januari till 3 mars 1863 och på nytt 1887-1899.
Turpie utexaminerades 1848 från Kenyon College. Han studerade sedan juridik och inledde 1849 sin karriär som advokat i Cass County, Indiana. Han arbetade som domare vid Court of Common Pleas 1854-1856.
Senator Jesse D. Bright avsattes 1862 för att ha sympatiserat med Amerikas konfedererade stater och Joseph A. Wright blev utnämnd till senator. Turpie valdes till Wrights efterträdare för de återstående veckorna av Brights mandatperiod. Han efterträddes av Thomas A. Hendricks som valdes till en hel mandatperiod.
Turpie flyttade 1872 till Indianapolis. Han var talman i Indiana House of Representatives, underhuset i delstatens lagstiftande församling, 1874-1875. Han var distriktsåklagare för Indiana 1886-1887.
Turpie utmanade sittande senatorn Benjamin Harrison i senatsvalet 1887 och vann. Följande år valdes Harrison till USA:s president. Turpie omvaldes 1893. Han kandiderade 1899 igen till omval men förlorade mot Albert J. Beveridge.
Turpies grav finns på Crown Hill Cemetery i Indianapolis.